# Cuaespinós de Pinto
El cuaespinós de Pinto (Synallaxis infuscata) és una espècie d'ocell de la família dels furnàrids (Furnariidae).

## Hàbitat i distribució
Viu entre la vegetació baixa de les terres costaneres de l'est del Brasil.